# 徳島銀行
株式会社徳島銀行（とくしまぎんこう）は、徳島県徳島市に本店を置いていた第二地方銀行。2020年（令和2年）1月1日に大正銀行と合併し、徳島大正銀行となった。
イメージキャラクターは「トクベ～」、キャッチフレーズは「つきあえば、とくぎん、徳島銀行」。

## 概要
旧徳島相互銀行を前身とする県内唯一の第二地方銀行で、徳島県における第二の銀行としての性格を有する。本店所在地である徳島県を基盤に四国各県の他、特に阪神地方には多く展開しており、店舗数は徳島県63店舗、大阪府6店舗、兵庫県4店舗（うち淡路島2店舗）、東京都に3店舗、香川県・愛媛県に各2店舗、高知県1店舗の計81店舗である。
徳島銀行をメインバンクとしている徳島県内の企業は1,652社で、県内シェアは19.1%である。
2015年4月、旧本店の隣接地に総工費約40億円を投じ建設が進められてきた10階建ての新本店が竣工した。本部部署は順次移転され、本店営業部は同7月21日から新社屋で業務が開始された。

## 経営統合
香川銀行との経営統合を目的として2010年（平成22年）4月1日、香川銀亀井町ビル内に金融持株会社・トモニホールディングスを設立して、ここに両行が傘下入りした。これを受けて同年3月29日に徳島銀行としての上場を廃止し、トモニHDとして設立と同時に上場している。
2016年（平成28年）4月1日には大阪市の第二地銀である大正銀行もトモニHDの傘下に入ったが、その発表の際に、これまでの単なる「経営統合」に加えて香川・徳島両行と大正銀行の合併を含めたグループの再編についても合わせて検討が行われていることが明らかになった。
2018年（平成30年）3月23日、大正銀行と2019年秋までに合併することが発表された。これについて、合併はコスト改善効果が大きく、また当行の強みである事業性融資や中小企業取引及び大正銀行の強みである住宅・不動産分野について、ノウハウ共有を一段と進めることが目的であるとトモニホールディングス社長の遠山誠司は明かしている。また、当行頭取の吉岡宏美やトモニホールディングス会長の柿内慎市は「徳島県と大阪府は昔からヒト・モノ・カネの往来が多い結びつきがある」ことからビジネスマッチングやM&Aなどの仲介等で顧客にメリットがあるとした。
2018年8月10日、大正銀行との合併をシステム統合の安全性を考慮し、2020年1月1日付とすることを取締役会において決議したことを公表。合併計画の変更と合わせて合併後の新銀行名を「徳島大正銀行」とし、また、本店所在地は現在の徳島銀行本店とすること及び合併後のシステムは徳島銀行が用いているものに統合することも公表した。なお、合併後初の横領事件の被害者は旧大正銀行の顧客であるが、横領事件を起こした行員Eは旧徳島銀行に在籍していた。

## 店舗

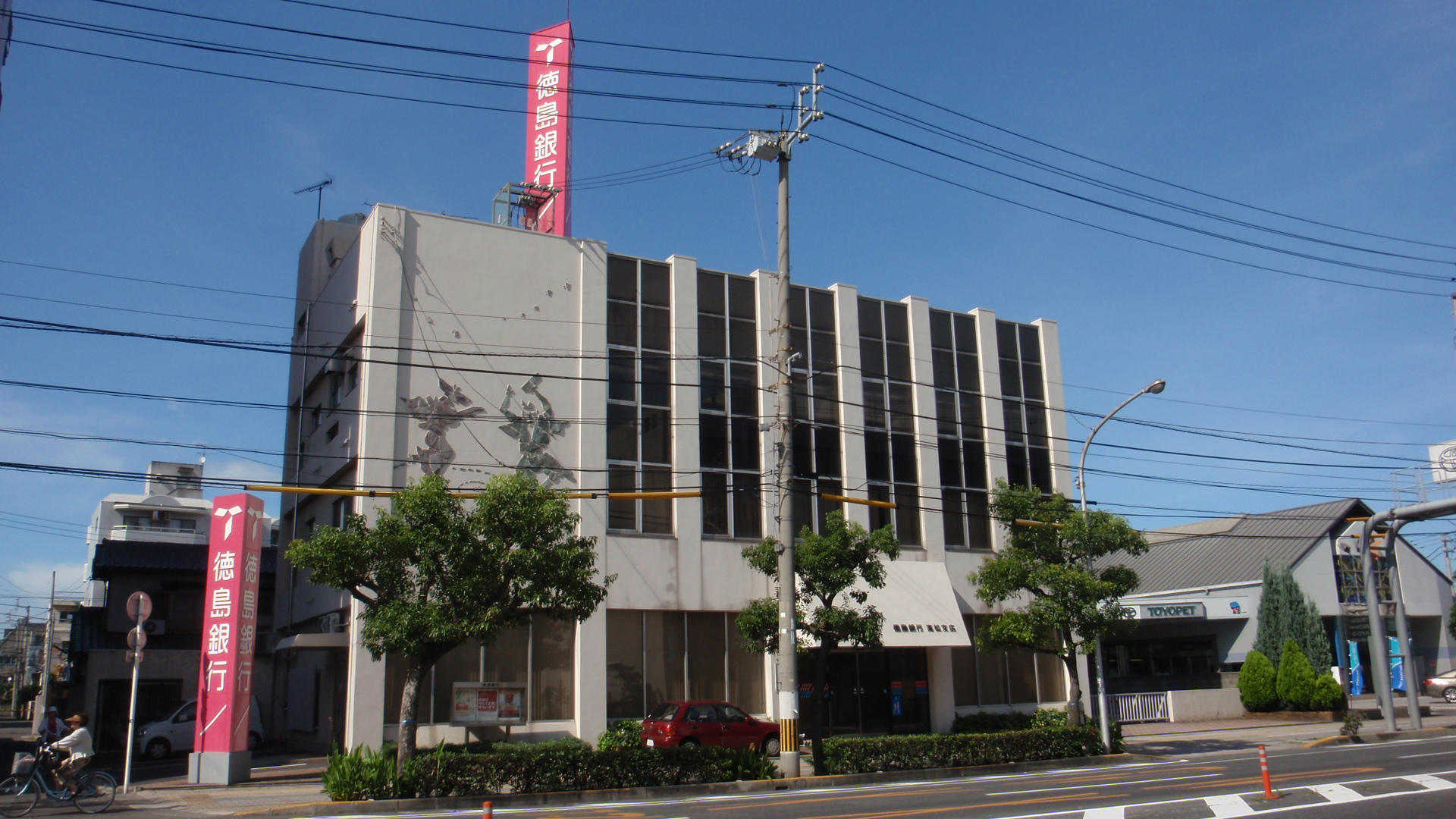
営業店の例（高松支店）

2014年7月17日、第19次長期経営計画において、関西地区に加え東京地区を新たな戦略エリアとして設定したことに沿って、都下第二店舗として大田区に蒲田支店を開設した。亀戸支店も開設された。
店舗統合の際、口座店のみを残すブランチインブランチの手法をとったケースがある。括弧内は統合先の店舗。
- 南小松島支店（小松島支店）
- 鳴門東支店（鳴門支店、2018年12月3日から。ATMコーナーは残存）[17]
- 穴吹支店（脇町支店、2018年12月3日から。ATMコーナーは残存）[17]

## 沿革
- 1918年（大正7年）3月3日 - 富岡無尽合資会社設立（現在の阿南市富岡町）。
- 1936年（昭和11年）5月24日 - 富岡無尽株式会社設立（資本金10万円）。
- 1948年（昭和23年）2月 - 徳島無尽株式会社に商号変更。
- 1951年（昭和26年）10月20日 - 相互銀行に転換、株式会社徳島相互銀行に商号変更。
- 1969年（昭和44年）6月 - 大阪支店設置。
- 1988年（昭和63年）2月 - 東京事務所開設。
- 1989年（平成元年）
  - 2月1日 - 普通銀行に転換、株式会社徳島銀行に商号変更。
  - 10月 - 東京支店設置。
- 1990年（平成2年）12月 - 大阪証券取引所上場。
- 1996年（平成8年）12月 - 東京証券取引所市場第一部上場。
- 1997年（平成9年）4月 - インターネットホームページ開設。
- 2001年（平成13年）6月 - 「4 YOU NET（フォーユーネット）」サービス取扱い開始。
- 2010年（平成22年）4月 - 香川銀行との経営統合に伴い、トモニホールディングスの完全子会社となる。
- 2015年（平成27年）7月 - 本店営業部が新本店ビルで業務を開始。
- 2020年（令和2年）1月 - 大正銀行と合併し、徳島大正銀行となる。

### 歴代社長
1936年（昭和11年）5月24日 富岡無尽株式会社 以降。
- 初代 船越逸平
- 2代 樫野恒太郎
- 3代 三間知賀
- 4代 船越逸平
- 5代 岸一郎
- 6代 柿内愼市
- 7代 吉岡宏美

## 営業政策

### 自動機サービス等
ATMは四国の第二地方銀行4行（徳島銀行・香川銀行・愛媛銀行・高知銀行）で「4 YOU NET（フォーユーネット）」の名称で提携し、4行間では他行利用手数料が無料となる。
三菱UFJ銀行ATMでの徳島銀行のキャッシュカードでの出金も、提携金融機関ATM利用手数料が無料となるが、その逆（徳島銀行ATMでの三菱UFJ銀行のキャッシュカードでの出金）は無料とならない。

### 地域貢献
四国に本店をおく地方銀行・第二地方銀行として初めてISO14001を取得。吉野川へのアドプトプログラムへの参加、徳島県立高丸山千年の森づくりへの参加等を行っている。

## 関連会社
- トモニカード株式会社
- 株式会社徳銀ビジネスサービス
- 株式会社徳銀キャピタル

## 脚註

### 註釈
1. ↑  今回の合併は大正銀行と当行の2行のみの合併で香川銀行は加わらないが、これについて「一度に傘下3行が合併するのは労力がかなりかかる」ことを懸念しているとトモニホールディングス社長の遠山誠司はコメントしており今後の状況を見極めて検討するとした一方、トモニホールディングス会長の柿内愼市は「基本的に2バンク制は維持したい。香川銀行との合併計画は全くない。」とコメントしている[6][7]。
2. ↑  特にコスト改善については大正銀行は既に、当行と同一のシステムを有していることから、事務効率化等も期待できると日本経済新聞は指摘している[6]。
3. ↑  この他、当行と香川銀行は地元の資金需要が鈍いものの規模は比較的大きく、一方で大正銀行頭取の吉田雅昭によれば「大正銀行は不動産中心で資金需要はあるものの小規模で限りがある」点が課題であり、「大正銀行と当行が合併すれば潤沢な資金をよりいかせる」というメリットも期待されている[6]ほか、徳島商工会議所会頭の中村太一も「人口減に伴って県外への進出を考える企業が増えている。両行の営業エリアが合わさることは徳島の経済界にとってプラス。」と評価している[6][8]。
4. ↑  また岩手日報によれば関西エリアでは、近畿大阪銀行、関西アーバン銀行及びみなと銀行の経営統合が予定されており、これに対抗する狙いもあるのという[9]。